# A-Wa
Pour les articles homonymes, voir Awa.
A-Wa est un groupe israélien de chants et de danses traditionnels yéménites sur rythmes hip-hop et electro. Il est composé des sœurs Tair, Liron et Tagel Haim. 

## Débuts
Elles se font repérer puis produire en 2015 par le chanteur Tomer Yosef du groupe Balkan Beat Box, avant de se faire connaître avec leur chanson Habib Galbi,. 
Leur premier disque sort dans les pays francophones en mai 2016. Elles participent cette année-là à l'album Musique de France du groupe Acid Arab sur le titre Gul l'abi.
Leurs chansons sont écoutées tant en Israël que dans le monde arabophone.

## Historique
Leurs grands-parents paternels ont quitté le Yémen pour Israël à la suite de l'opération Tapis volant en 1949. Ils se sont installés à Hadera dans le Nord du pays. C'est durant des fêtes juives qu'elles ont découvert la musique traditionnelle yéménite, chants et danses issus de la tradition orale,,,.

## Titres des chansons et clips

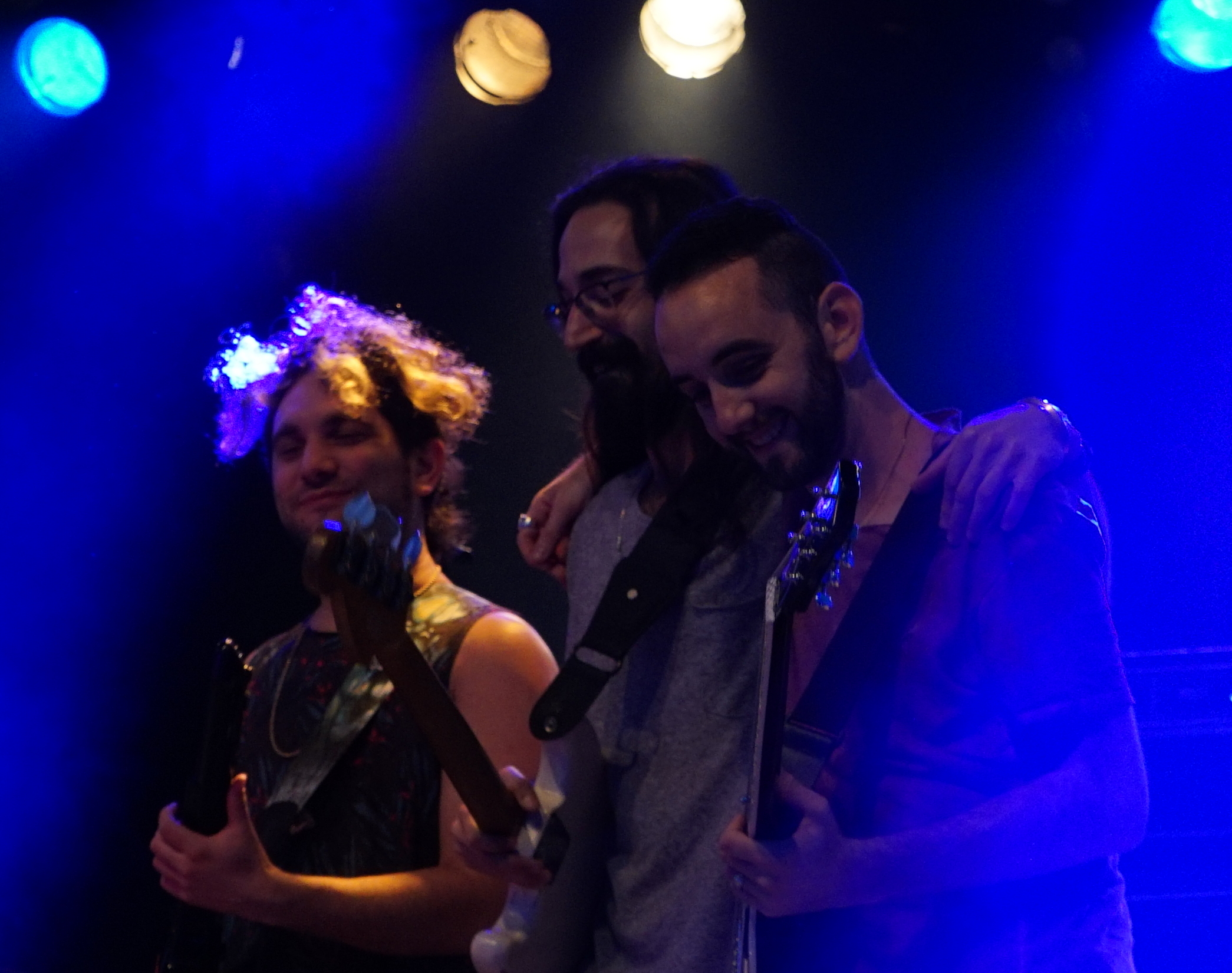
Musiciens du groupe lors d'un concert en France (2016).

- Wood session, 2013
- Zangbila, 2013
- Yéménième Rain song, 2014
- Ya raitish, 2014
- Ala Wabda
- Habib Galbi, 2015 (album, 2015)
- Ismer Ma Al Gat, 2015
- Ya Shaifin Al Malih, 2015
- Shamak Zabad Radai, 2016

## Discographie
- Habib Galbi, 2016

- Bayti Fi Rasi, 2019